# Jean Pitard
Pour les articles homonymes, voir Pitard.
Jean Pitard (né vers 1248 près de Bayeux, mort au plus tôt en 1327 et probablement après septembre 1328) fut le premier chirurgien des rois de France Philippe le Hardi et Philippe le Bel. À sa demande, Saint Louis créa la confrérie de Saint-Côme et de Saint-Damien qui définissait et organisait pour la première fois le métier de chirurgien.